# 安东尼奥·麦凯
安东尼奥·麦凯（英語：Antonio McKay，1964年2月9日—），美国男子田径运动员，主攻短跑。他曾代表美国参加1984年和1988年夏季奥林匹克运动会田径比赛，获得二枚金牌和一枚铜牌。